# Триптих за тинејџера
Триптих за тинејџера је позоришна представа коју су режирали Тијана Васић, Југ Ђорђевић и Александар Марковић према тексту Страхиње Маџаревића.
Премијерно приказивање било је 27. децембра 2016. године у позоришту ДАДОВ, чиме је обележено 58 година постојања омладинског позоришта ДАДОВ.
Комад се бави борбом са препрекама које сваки човек мора да прође да би одрастао: одвајање од родитеља, губитак прве љубави и осећај припадности заједници у тешким ситуацијама.

## Радња
Представа на комичан начин испитује како је то бити син Адама и Еве, да ли је лако када си фараон и због чега је Милош Обилић отишао у Бој на Косово?

## Улоге
| Лица | Глумци                |
| ---- | --------------------- |
|      | Николина Кокунешовски |
|      | Лазар Шљукић          |
|      | Анђела Ђурић          |
|      | Филип Станковски      |
|      | Јована Мисаиловић     |
|      | Теодор Васиљевић      |
|      | Александра Полић      |
|      | Катарина Урошевић     |
|      | Јанко Ковачевић       |
|      | Алекса Јовановић      |
|      | Стефан Миланов        |
|      | Дајана Дамјановић     |
|      | Теодора Гавриловић    |
|      | Илија Марковић        |